# 발렌틴 카날리소
발렌틴 카날리소 (Valentín Canalizo, 1794년 1월 14일 ~ 1850년 2월 20일)는 멕시코의 장군이자 보수당 정치인이었다. 중앙 집권정부의 지지자이자 충실한 추종자였으며 안토니오 로페스 데 산타 안나의 둘도없는 친구였다. 1843년과 1844년에 걸쳐 총 두차례, 약 열달의 기간 동안 멕시코의 대통령으로 재임하였다.

## 같이 보기
- 멕시코의 국가원수 목록